# Calystegia felix
Calystegia felix är en vindeväxtart som beskrevs av Provance och A.C.Sanders. Calystegia felix ingår i släktet snårvindor, och familjen vindeväxter. Inga underarter finns listade i Catalogue of Life.

## Bildgalleri

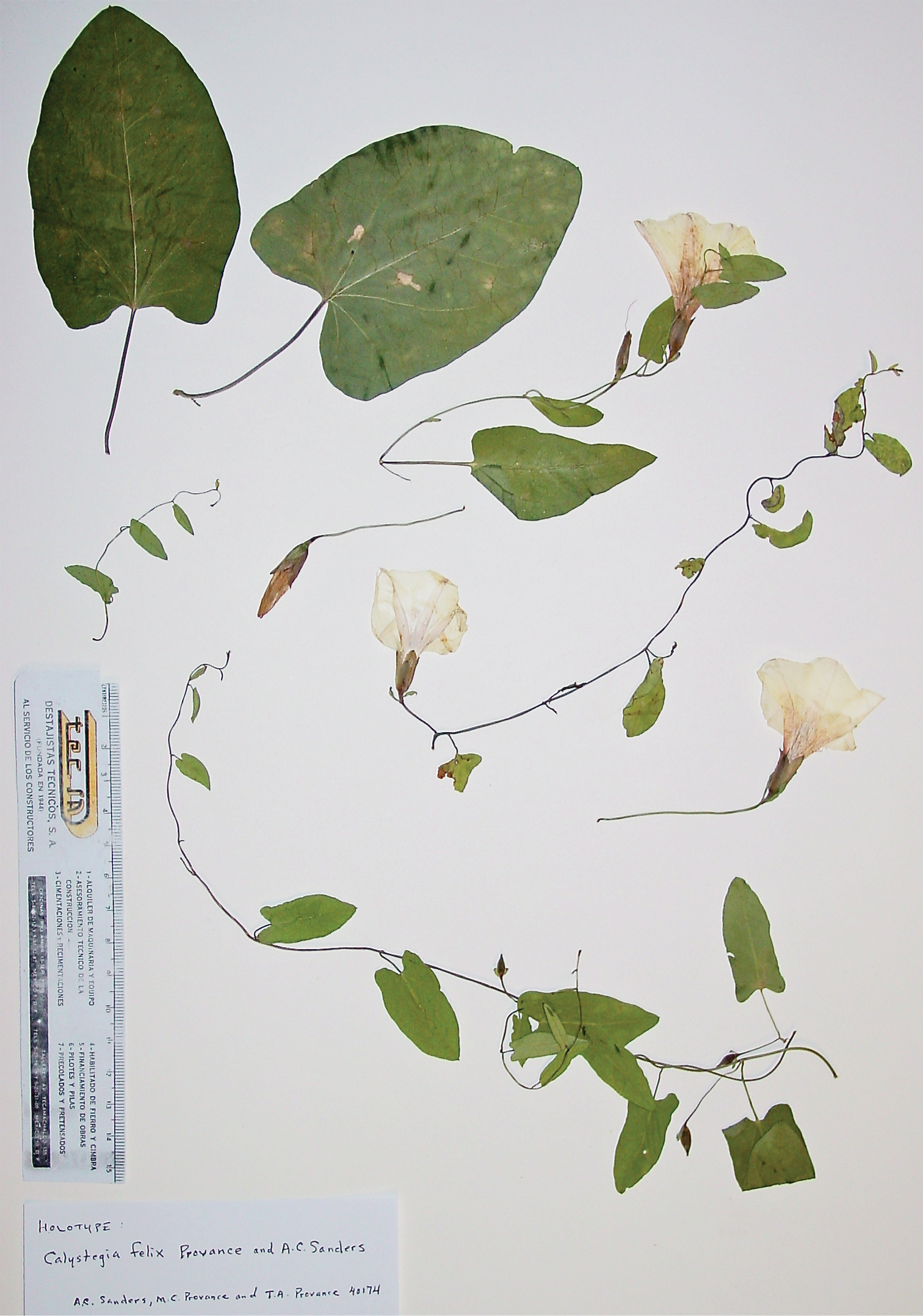
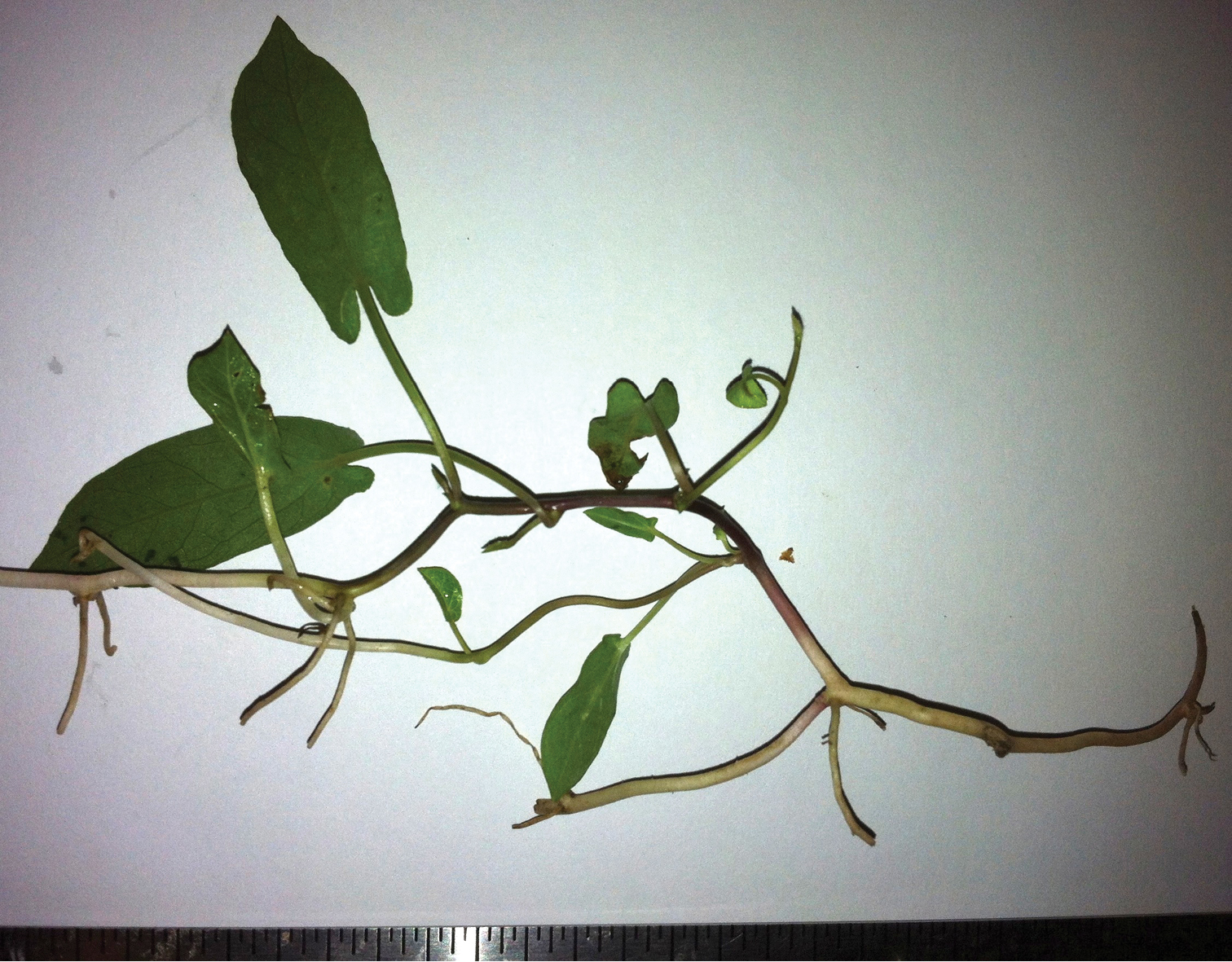
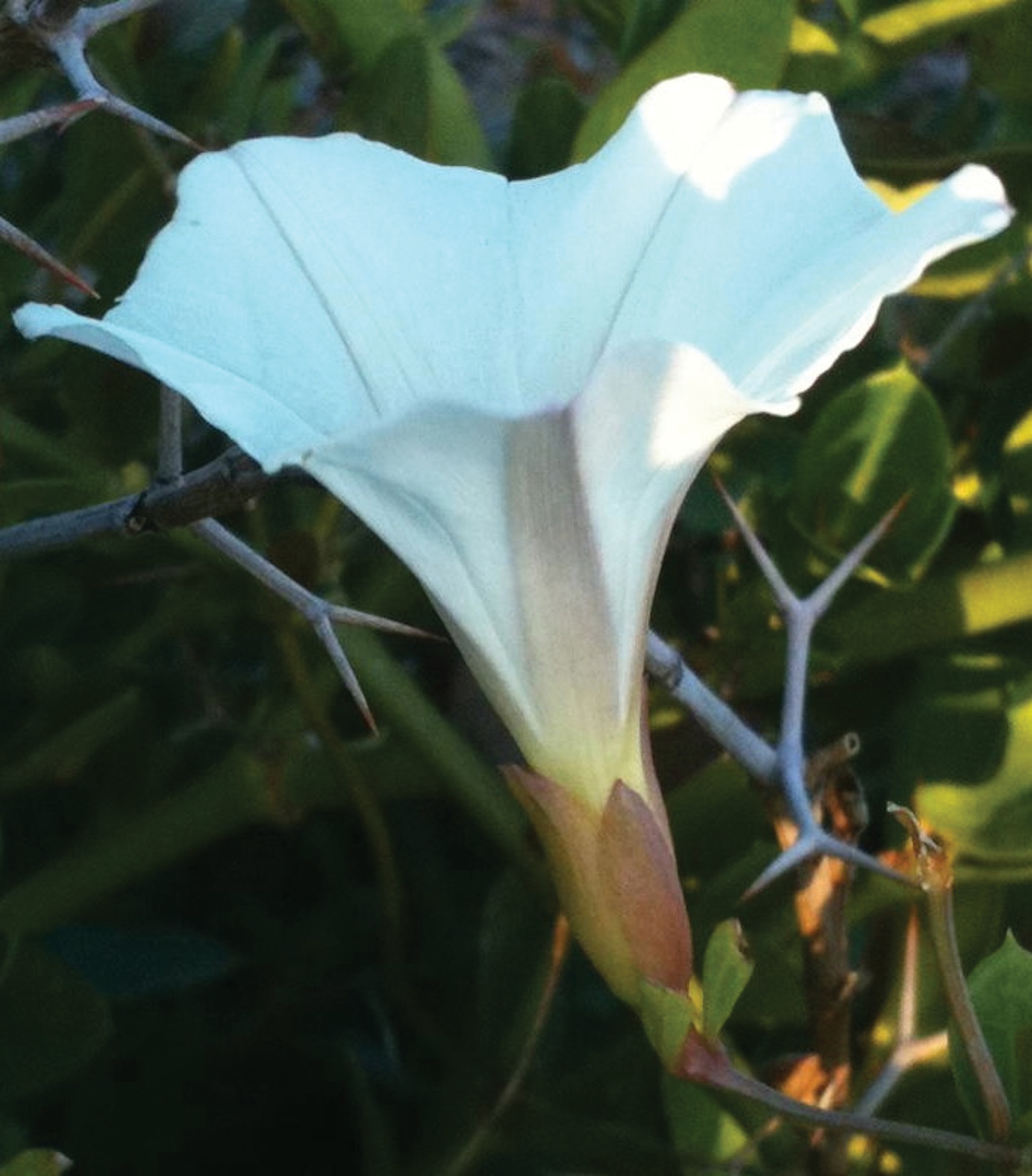
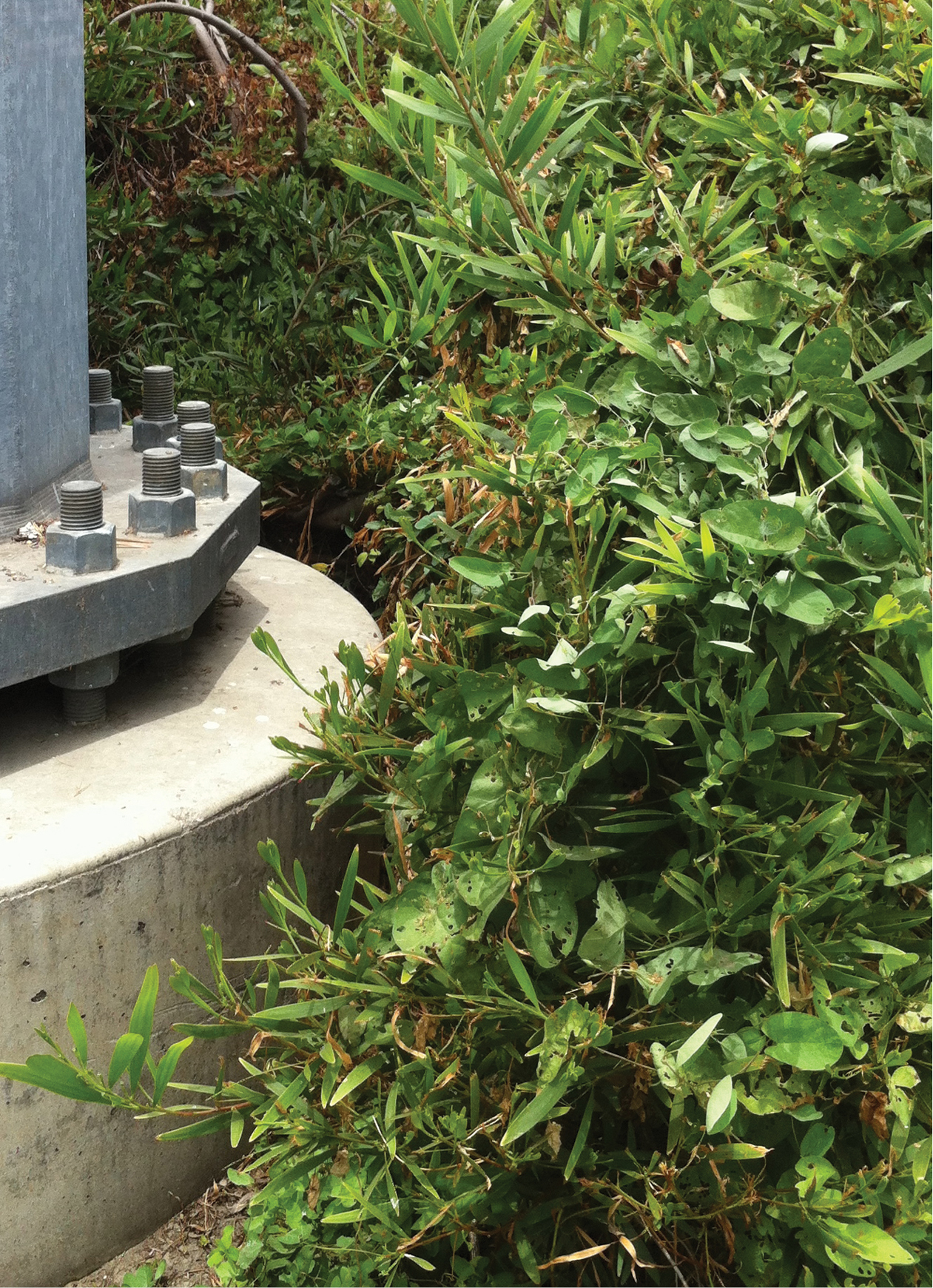
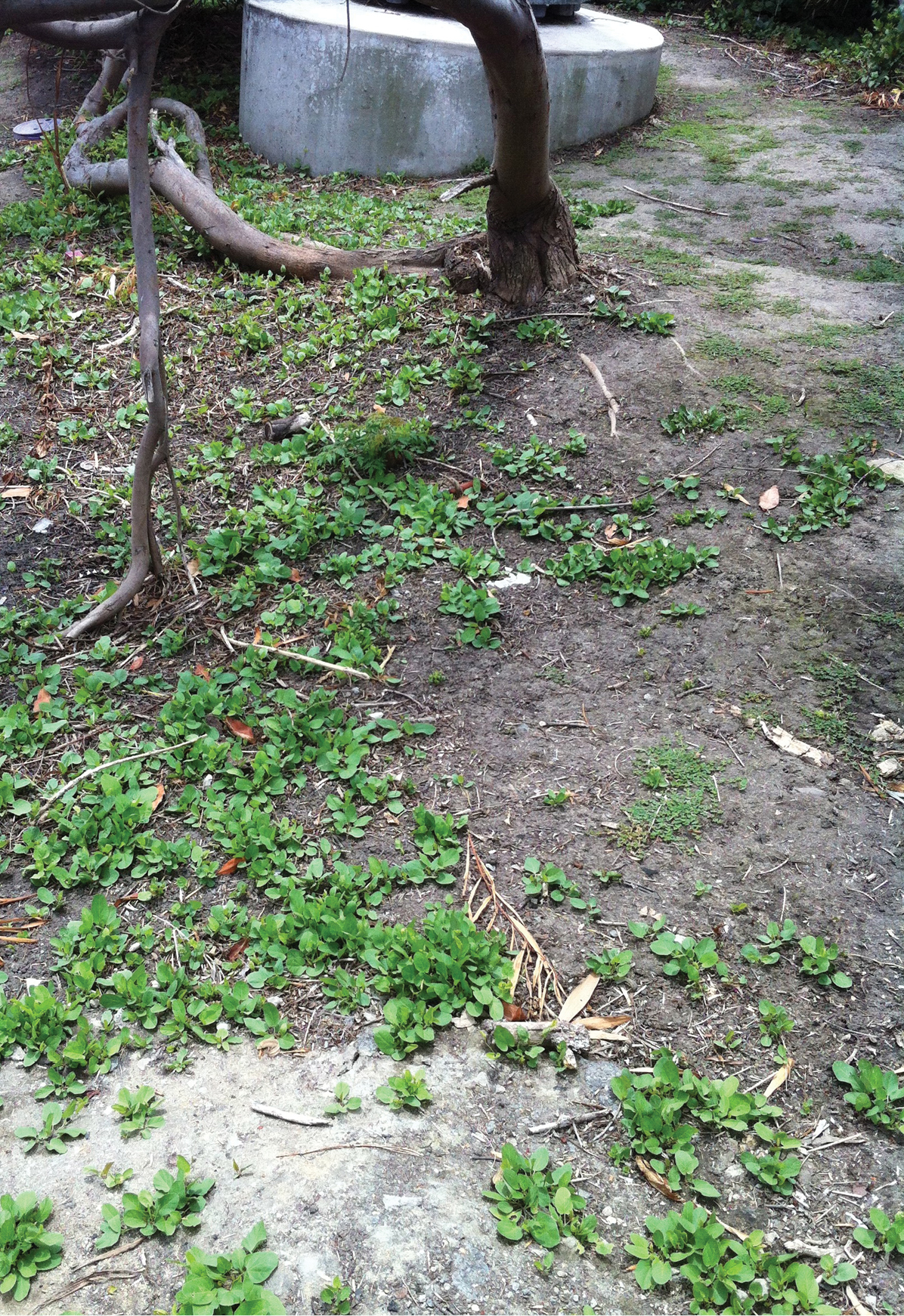
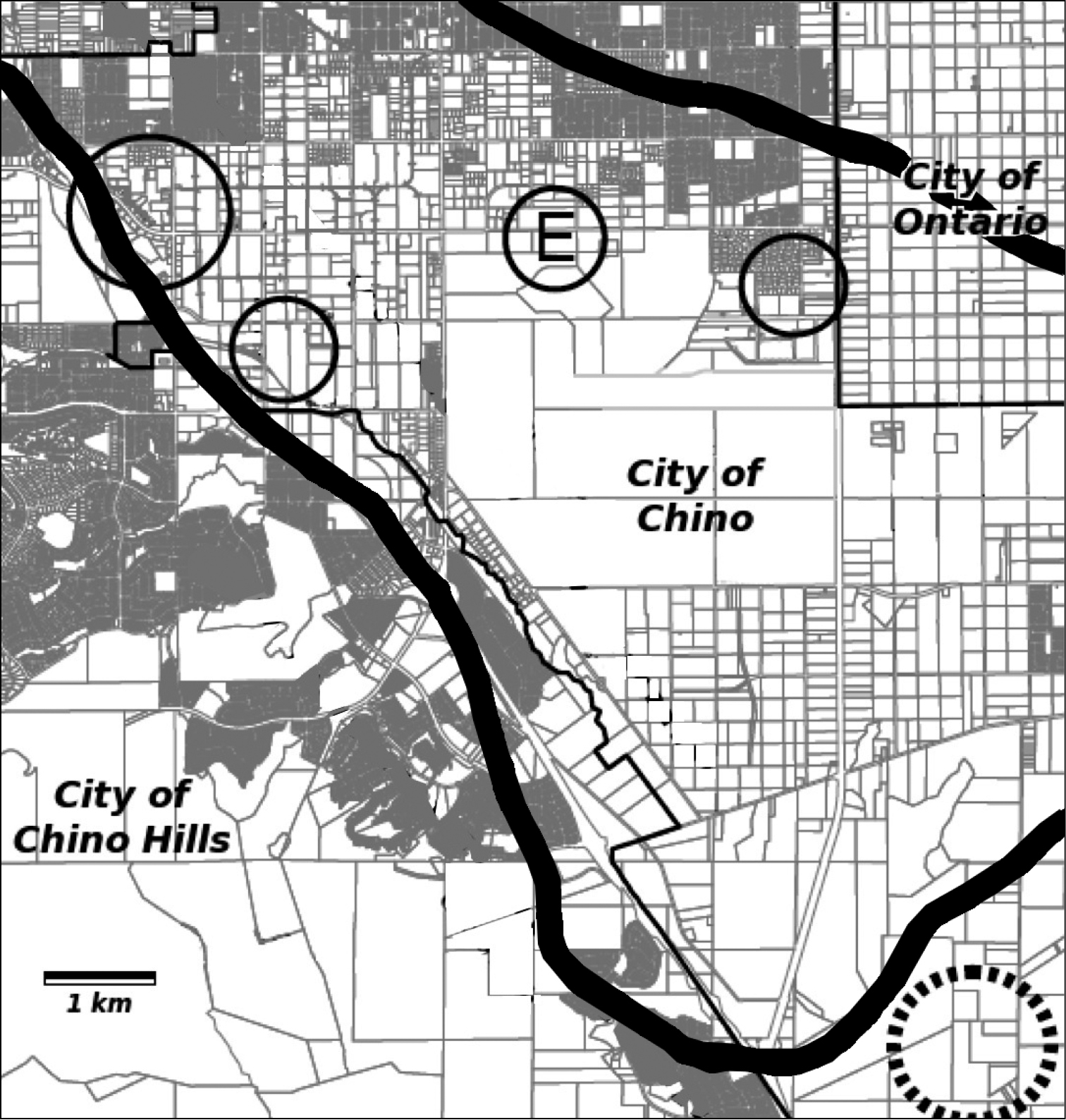